# 1000 mijl van Sebring 2019
De 1000 mijl van Sebring 2019 was de zesde race van het FIA World Endurance Championship-seizoen 2018-2019. De race werd verreden op 15 maart 2019 op de Sebring International Raceway nabij Sebring, Florida, Verenigde Staten.
De race werd gewonnen door de Toyota Gazoo Racing #8 van Fernando Alonso, Sébastien Buemi en Kazuki Nakajima. De LMP2-klasse werd gewonnen door de Jackie Chan DC Racing #37 van David Heinemeier Hansson, Jordan King en Will Stevens. De LMGTE Pro-klasse werd gewonnen door de Porsche GT Team #91 van Gianmaria Bruni en Richard Lietz. De LMGTE Am-klasse werd gewonnen door de Dempsey-Proton Racing #77 van Julien Andlauer, Matt Campbell en Christian Ried.

## Kwalificatie
Tijden vetgedrukt betekent de snelste tijd in die klasse.
| Pos. | Klasse    | No. | Team                      | Tijd      | Grid |
| ---- | --------- | --- | ------------------------- | --------- | ---- |
| 1    | LMP1      | 8   | Toyota Gazoo Racing       | 1:40.318  | 1    |
| 2    | LMP1      | 7   | Toyota Gazoo Racing       | 1:40.803  | 2    |
| 3    | LMP1      | 3   | Rebellion Racing          | 1:42.863  | 3    |
| 4    | LMP1      | 17  | SMP Racing                | 1:42.942  | 4    |
| 5    | LMP1      | 11  | SMP Racing                | 1:43.005  | 5    |
| 6    | LMP1      | 1   | Rebellion Racing          | 1:43.015  | 6    |
| 7    | LMP1      | 10  | DragonSpeed               | 1:44.288  | 7    |
| 8    | LMP2      | 38  | Jackie Chan DC Racing     | 1:47.558  | 8    |
| 9    | LMP2      | 37  | Jackie Chan DC Racing     | 1:48.208  | 9    |
| 10   | LMP2      | 36  | Signatech Alpine Matmut   | 1:48.524  | 10   |
| 11   | LMP2      | 31  | DragonSpeed               | 1:49.681  | 11   |
| 12   | LMP2      | 50  | Larbre Compétition        | 1:50.705  | 12   |
| 13   | LMP2      | 28  | TDS Racing                | 1:51.218  | 13   |
| 14   | LMGTE Pro | 92  | Porsche GT Team           | 1:57.500  | 14   |
| 15   | LMGTE Pro | 67  | Ford Chip Ganassi Team UK | 1:57.615  | 15   |
| 16   | LMGTE Pro | 66  | Ford Chip Ganassi Team UK | 1:57.714  | 16   |
| 17   | LMGTE Pro | 82  | BMW Team MTEK             | 1:57.841  | 17   |
| 18   | LMGTE Pro | 63  | Corvette Racing           | 1:57.844  | 18   |
| 19   | LMGTE Pro | 71  | AF Corse                  | 1:57.938  | 19   |
| 20   | LMGTE Pro | 81  | BMW Team MTEK             | 1:58.000  | 20   |
| 21   | LMGTE Pro | 91  | Porsche GT Team           | 1:58.113  | 21   |
| 22   | LMGTE Pro | 51  | AF Corse                  | 1:58.232  | 22   |
| 23   | LMGTE Pro | 95  | Aston Martin Racing       | 1:58.366  | 23   |
| 24   | LMGTE Am  | 77  | Dempsey-Proton Racing     | 1:59.790  | 24   |
| 25   | LMGTE Am  | 56  | Team Project 1            | 1:59.935  | 25   |
| 26   | LMGTE Am  | 98  | Aston Martin Racing       | 2:00.076  | 26   |
| 27   | LMGTE Am  | 88  | Dempsey-Proton Racing     | 2:00.417  | 27   |
| 28   | LMGTE Am  | 90  | TF Sport                  | 2:00.543  | 28   |
| 29   | LMGTE Am  | 54  | Spirit of Race            | 2:00.759  | 29   |
| 30   | LMGTE Am  | 70  | MR Racing                 | 2:01.679  | 30   |
| 31   | LMGTE Pro | 97  | Aston Martin Racing       | 2:04.748  | 31   |
| 32   | LMGTE Am  | 61  | Clearwater Racing         | 1:59.396  | WD   |
| 33   | LMGTE Am  | 86  | Gulf Racing UK            | 1:59.436  | 32   |
| 34   | LMP2      | 29  | Racing Team Nederland     | Geen tijd | 33   |

## Uitslag
Winnaars in hun klasse zijn vetgedrukt; LMP1 is rood, LMP2 is blauw, LMGTE Pro is groen en LMGTE Am is oranje.
| Pos. | Klasse    | No. | Team                      | Coureurs                                                | Chassis                       | Banden | Ronden | Tijd/Reden       |
| Pos. | Klasse    | No. | Team                      | Coureurs                                                | Motor                         | Banden | Ronden | Tijd/Reden       |
| ---- | --------- | --- | ------------------------- | ------------------------------------------------------- | ----------------------------- | ------ | ------ | ---------------- |
| 1    | LMP1      | 8   | Toyota Gazoo Racing       | Fernando Alonso Sébastien Buemi Kazuki Nakajima         | Toyota TS050 Hybrid           | M      | 253    | 8:00:38.186      |
| 1    | LMP1      | 8   | Toyota Gazoo Racing       | Fernando Alonso Sébastien Buemi Kazuki Nakajima         | Toyota 2.4 L Turbo V6         | M      | 253    | 8:00:38.186      |
| 2    | LMP1      | 7   | Toyota Gazoo Racing       | Mike Conway Kamui Kobayashi José María López            | Toyota TS050 Hybrid           | M      | 252    | +1 ronde         |
| 2    | LMP1      | 7   | Toyota Gazoo Racing       | Mike Conway Kamui Kobayashi José María López            | Toyota 2.4 L Turbo V6         | M      | 252    | +1 ronde         |
| 3    | LMP1      | 11  | SMP Racing                | Michail Aljosjin Brendon Hartley Vitali Petrov          | BR Engineering BR1            | M      | 242    | +11 ronden       |
| 3    | LMP1      | 11  | SMP Racing                | Michail Aljosjin Brendon Hartley Vitali Petrov          | AER P60B 2.4 L Turbo V6       | M      | 242    | +11 ronden       |
| 4    | LMP2      | 37  | Jackie Chan DC Racing     | David Heinemeier Hansson Jordan King Will Stevens       | Oreca 07                      | D      | 239    | +14 ronden       |
| 4    | LMP2      | 37  | Jackie Chan DC Racing     | David Heinemeier Hansson Jordan King Will Stevens       | Gibson GK428 4.2 L V8         | D      | 239    | +14 ronden       |
| 5    | LMP2      | 36  | Signatech Alpine Matmut   | Nicolas Lapierre André Negrão Pierre Thiriet            | Alpine A470                   | D      | 239    | +14 ronden       |
| 5    | LMP2      | 36  | Signatech Alpine Matmut   | Nicolas Lapierre André Negrão Pierre Thiriet            | Gibson GK428 4.2 L V8         | D      | 239    | +14 ronden       |
| 6    | LMP2      | 31  | DragonSpeed               | Anthony Davidson Roberto González Pastor Maldonado      | Oreca 07                      | M      | 237    | +16 ronden       |
| 6    | LMP2      | 31  | DragonSpeed               | Anthony Davidson Roberto González Pastor Maldonado      | Gibson GK428 4.2 L V8         | M      | 237    | +16 ronden       |
| 7    | LMP1      | 3   | Rebellion Racing          | Nathanaël Berthon Thomas Laurent Gustavo Menezes        | Rebellion R13                 | M      | 237    | +16 ronden       |
| 7    | LMP1      | 3   | Rebellion Racing          | Nathanaël Berthon Thomas Laurent Gustavo Menezes        | Gibson GL458 4.5 L V8         | M      | 237    | +16 ronden       |
| 8    | LMP2      | 50  | Larbre Compétition        | Erwin Creed Gunnar Jeannette Romano Ricci               | Ligier JS P217                | M      | 234    | +19 ronden       |
| 8    | LMP2      | 50  | Larbre Compétition        | Erwin Creed Gunnar Jeannette Romano Ricci               | Gibson GK428 4.2 L V8         | M      | 234    | +19 ronden       |
| 9    | LMP2      | 29  | Racing Team Nederland     | Frits van Eerd Giedo van der Garde Nyck de Vries        | Dallara P217                  | M      | 230    | +23 ronden       |
| 9    | LMP2      | 29  | Racing Team Nederland     | Frits van Eerd Giedo van der Garde Nyck de Vries        | Gibson GK428 4.2 L V8         | M      | 230    | +23 ronden       |
| 10   | LMGTE Pro | 91  | Porsche GT Team           | Gianmaria Bruni Richard Lietz                           | Porsche 911 RSR               | M      | 226    | +27 ronden       |
| 10   | LMGTE Pro | 91  | Porsche GT Team           | Gianmaria Bruni Richard Lietz                           | Porsche 4.0 L Flat-6          | M      | 226    | +27 ronden       |
| 11   | LMGTE Pro | 81  | BMW Team MTEK             | Nick Catsburg Alexander Sims Martin Tomczyk             | BMW M8 GTE                    | M      | 226    | +27 ronden       |
| 11   | LMGTE Pro | 81  | BMW Team MTEK             | Nick Catsburg Alexander Sims Martin Tomczyk             | BMW S63 4.0 L Turbo V8        | M      | 226    | +27 ronden       |
| 12   | LMGTE Pro | 67  | Ford Chip Ganassi Team UK | Jonathan Bomarito Andy Priaulx Harry Tincknell          | Ford GT                       | M      | 225    | +28 ronden       |
| 12   | LMGTE Pro | 67  | Ford Chip Ganassi Team UK | Jonathan Bomarito Andy Priaulx Harry Tincknell          | Ford EcoBoost 3.5L Turbo V6   | M      | 225    | +28 ronden       |
| 13   | LMGTE Pro | 51  | AF Corse                  | James Calado Alessandro Pier Guidi Daniel Serra         | Ferrari 488 GTE Evo           | M      | 225    | +28 ronden       |
| 13   | LMGTE Pro | 51  | AF Corse                  | James Calado Alessandro Pier Guidi Daniel Serra         | Ferrari F154CB 4.0 L Turbo V8 | M      | 225    | +28 ronden       |
| 14   | LMGTE Pro | 92  | Porsche GT Team           | Michael Christensen Kévin Estre                         | Porsche 911 RSR               | M      | 225    | +28 ronden       |
| 14   | LMGTE Pro | 92  | Porsche GT Team           | Michael Christensen Kévin Estre                         | Porsche 4.0 L Flat-6          | M      | 225    | +28 ronden       |
| 15   | LMGTE Pro | 71  | AF Corse                  | Sam Bird Miguel Molina Davide Rigon                     | Ferrari 488 GTE Evo           | M      | 225    | +28 ronden       |
| 15   | LMGTE Pro | 71  | AF Corse                  | Sam Bird Miguel Molina Davide Rigon                     | Ferrari F154CB 3.9 L Turbo V8 | M      | 225    | +28 ronden       |
| 16   | LMGTE Pro | 82  | BMW Team MTEK             | António Félix da Costa Augusto Farfus Bruno Spengler    | BMW M8 GTE                    | M      | 225    | +28 ronden       |
| 16   | LMGTE Pro | 82  | BMW Team MTEK             | António Félix da Costa Augusto Farfus Bruno Spengler    | BMW S63 4.0 L Turbo V8        | M      | 225    | +28 ronden       |
| 17   | LMGTE Pro | 63  | Corvette Racing           | Antonio García Jan Magnussen Mike Rockenfeller          | Chevrolet Corvette C7.R       | M      | 225    | +28 ronden       |
| 17   | LMGTE Pro | 63  | Corvette Racing           | Antonio García Jan Magnussen Mike Rockenfeller          | Chevrolet 5.5L V8             | M      | 225    | +28 ronden       |
| 18   | LMGTE Pro | 97  | Aston Martin Racing       | Alex Lynn Maxime Martin                                 | Aston Martin Vantage AMR      | M      | 224    | +29 ronden       |
| 18   | LMGTE Pro | 97  | Aston Martin Racing       | Alex Lynn Maxime Martin                                 | Aston Martin 4.0 L Turbo V8   | M      | 224    | +29 ronden       |
| 19   | LMGTE Pro | 95  | Aston Martin Racing       | Marco Sørensen Nicki Thiim Darren Turner                | Aston Martin Vantage AMR      | M      | 224    | +29 ronden       |
| 19   | LMGTE Pro | 95  | Aston Martin Racing       | Marco Sørensen Nicki Thiim Darren Turner                | Aston Martin 4.0 L Turbo V8   | M      | 224    | +29 ronden       |
| 20   | LMGTE Am  | 77  | Dempsey-Proton Racing     | Julien Andlauer Matt Campbell Christian Ried            | Porsche 911 RSR               | M      | 221    | +32 ronden       |
| 20   | LMGTE Am  | 77  | Dempsey-Proton Racing     | Julien Andlauer Matt Campbell Christian Ried            | Porsche 4.0 L Flat-6          | M      | 221    | +32 ronden       |
| 21   | LMGTE Am  | 54  | Spirit of Race            | Francesco Castellacci Giancarlo Fisichella Thomas Flohr | Ferrari 488 GTE               | M      | 221    | +32 ronden       |
| 21   | LMGTE Am  | 54  | Spirit of Race            | Francesco Castellacci Giancarlo Fisichella Thomas Flohr | Ferrari F154CB 3.9 L Turbo V8 | M      | 221    | +32 ronden       |
| 22   | LMGTE Am  | 56  | Team Project 1            | Jörg Bergmeister Patrick Lindsey Egidio Perfetti        | Porsche 911 RSR               | M      | 221    | +32 ronden       |
| 22   | LMGTE Am  | 56  | Team Project 1            | Jörg Bergmeister Patrick Lindsey Egidio Perfetti        | Porsche 4.0 L Flat-6          | M      | 221    | +32 ronden       |
| 23   | LMGTE Am  | 86  | Gulf Racing UK            | Ben Barker Thomas Preining Michael Wainwright           | Porsche 911 RSR               | M      | 221    | +32 ronden       |
| 23   | LMGTE Am  | 86  | Gulf Racing UK            | Ben Barker Thomas Preining Michael Wainwright           | Porsche 4.0 L Flat-6          | M      | 221    | +32 ronden       |
| 24   | LMGTE Am  | 70  | MR Racing                 | Olivier Beretta Eddie Cheever III Motoaki Ishikawa      | Ferrari 488 GTE               | M      | 220    | +33 ronden       |
| 24   | LMGTE Am  | 70  | MR Racing                 | Olivier Beretta Eddie Cheever III Motoaki Ishikawa      | Ferrari F154CB 3.9 L Turbo V8 | M      | 220    | +33 ronden       |
| 25   | LMGTE Am  | 90  | TF Sport                  | Jonathan Adam Charlie Eastwood Salih Yoluç              | Aston Martin Vantage GTE      | M      | 220    | +33 ronden       |
| 25   | LMGTE Am  | 90  | TF Sport                  | Jonathan Adam Charlie Eastwood Salih Yoluç              | Aston Martin 4.5 L V8         | M      | 220    | +33 ronden       |
| 26   | LMGTE Am  | 88  | Dempsey-Proton Racing     | Matteo Cairoli Gianluca Roda Giorgio Roda               | Porsche 911 RSR               | M      | 219    | +34 ronden       |
| 26   | LMGTE Am  | 88  | Dempsey-Proton Racing     | Matteo Cairoli Gianluca Roda Giorgio Roda               | Porsche 4.0 L Flat-6          | M      | 219    | +34 ronden       |
| 27   | LMGTE Am  | 98  | Aston Martin Racing       | Paul Dalla Lana Pedro Lamy Mathias Lauda                | Aston Martin Vantage GTE      | M      | 219    | +34 ronden       |
| 27   | LMGTE Am  | 98  | Aston Martin Racing       | Paul Dalla Lana Pedro Lamy Mathias Lauda                | Aston Martin 4.5 L V8         | M      | 219    | +34 ronden       |
| 28   | LMGTE Pro | 66  | Ford Chip Ganassi Team UK | Billy Johnson Stefan Mücke Olivier Pla                  | Ford GT                       | M      | 216    | +37 ronden       |
| 28   | LMGTE Pro | 66  | Ford Chip Ganassi Team UK | Billy Johnson Stefan Mücke Olivier Pla                  | Ford EcoBoost 3.5L Turbo V6   | M      | 216    | +37 ronden       |
| 29   | LMP2      | 38  | Jackie Chan DC Racing     | Gabriel Aubry Stéphane Richelmi Ho-Pin Tung             | Oreca 07                      | D      | 209    | +44 ronden       |
| 29   | LMP2      | 38  | Jackie Chan DC Racing     | Gabriel Aubry Stéphane Richelmi Ho-Pin Tung             | Gibson GK428 4.2 L V8         | D      | 209    | +44 ronden       |
| NC   | LMP2      | 28  | TDS Racing                | Loïc Duval François Perrodo Matthieu Vaxivière          | Oreca 07                      | D      | 232    | Niet geklasseerd |
| NC   | LMP2      | 28  | TDS Racing                | Loïc Duval François Perrodo Matthieu Vaxivière          | Gibson GK428 4.2 L V8         | D      | 232    | Niet geklasseerd |
| NC   | LMP1      | 17  | SMP Racing                | Jegor Oroedzjev Stéphane Sarrazin Sergej Sirotkin       | BR Engineering BR1            | M      | 62     | Niet geklasseerd |
| NC   | LMP1      | 17  | SMP Racing                | Jegor Oroedzjev Stéphane Sarrazin Sergej Sirotkin       | AER P60B 2.4 L Turbo V6       | M      | 62     | Niet geklasseerd |
| DNF  | LMP1      | 10  | DragonSpeed               | Ben Hanley Henrik Hedman Renger van der Zande           | BR Engineering BR1            | M      | 143    | Elektrisch       |
| DNF  | LMP1      | 10  | DragonSpeed               | Ben Hanley Henrik Hedman Renger van der Zande           | AER P60B 2.4 L Turbo V6       | M      | 143    | Elektrisch       |
| DNF  | LMP1      | 1   | Rebellion Racing          | Mathias Beche Neel Jani Bruno Senna                     | Rebellion R13                 | M      | 138    | Elektrisch       |
| DNF  | LMP1      | 1   | Rebellion Racing          | Mathias Beche Neel Jani Bruno Senna                     | Gibson GL458 4.5 L V8         | M      | 138    | Elektrisch       |
| DNS  | LMGTE Am  | 61  | Clearwater Racing         | Matteo Cressoni Matt Griffin Luís Pérez Companc         | Ferrari 488 GTE               | M      | 0      | Niet gestart     |
| DNS  | LMGTE Am  | 61  | Clearwater Racing         | Matteo Cressoni Matt Griffin Luís Pérez Companc         | Ferrari F154CB 3.9 L Turbo V8 | M      | 0      | Niet gestart     |

## Tussenstanden na wedstrijd
LMP (coureurs)
| Pos | Coureur                                         | Punten |
| --- | ----------------------------------------------- | ------ |
| 1   | Fernando Alonso Sébastien Buemi Kazuki Nakajima | 135    |
| 2   | Mike Conway Kamui Kobayashi José María López    | 120    |
| 3   | Thomas Laurent Gustavo Menezes                  | 81     |
| 4   | Mathias Beche                                   | 73     |
| 5   | Neel Jani André Lotterer                        | 63     |

LMP1 (teams)
| Pos | Team                 | Punten |
| --- | -------------------- | ------ |
| 1   | Toyota Gazoo Racing  | 151    |
| 2   | Rebellion Racing     | 98     |
| 3   | SMP Racing           | 71     |
| 4   | ByKolles Racing Team | 22     |
| 5   | DragonSpeed          | 8,5    |

GTE (coureurs)
| Pos | Coureur                            | Punten |
| --- | ---------------------------------- | ------ |
| 1   | Michael Christensen Kévin Estre    | 125    |
| 2   | Gianmaria Bruni Richard Lietz      | 100    |
| 3   | James Calado Alessandro Pier Guidi | 80,5   |
| 4   | Stefan Mücke Olivier Pla           | 69     |
| 5   | Marco Sørensen Nicki Thiim         | 58,5   |

GTE (constructeurs)
| Pos | Constructeur | Punten |
| --- | ------------ | ------ |
| 1   | Porsche      | 227    |
| 2   | Ferrari      | 127    |
| 3   | Ford         | 125    |
| 4   | Aston Martin | 102    |
| 5   | BMW          | 87     |

LMP2 (coureurs)
| Pos | Coureur                                      | Punten |
| --- | -------------------------------------------- | ------ |
| 1   | Nicolas Lapierre André Negrão Pierre Thiriet | 125    |
| 2   | Gabriel Aubry Stéphane Richelmi Ho-Pin Tung  | 123    |
| 3   | Jazeman Jaafar Nabil Jeffri Weiron Tan       | 98     |
| 4   | Roberto González Pastor Maldonado            | 92     |
| 5   | Erwin Creed Romano Ricci                     | 61     |

LMP2 (teams)
| Pos | Nr | Team                    | Punten |
| --- | -- | ----------------------- | ------ |
| 1   | 37 | Jackie Chan DC Racing   | 130    |
| 2   | 36 | Signatech Alpine Matmut | 125    |
| 3   | 38 | Jackie Chan DC Racing   | 123    |
| 4   | 31 | DragonSpeed             | 92     |
| 5   | 50 | Larbre Compétition      | 61     |

GTE Am (coureurs)
| Pos | Coureur                                                 | Punten |
| --- | ------------------------------------------------------- | ------ |
| 1   | Jörg Bergmeister Patrick Lindsey Egidio Perfetti        | 103    |
| 2   | Francesco Castellacci Giancarlo Fisichella Thomas Flohr | 78     |
| 3   | Paul Dalla Lana Pedro Lamy Mathias Lauda                | 69     |
| 4   | Charlie Eastwood Salih Yoluç                            | 68     |
| 5   | Julien Andlauer Matt Campbell Christian Ried            | 58     |

GTE Am (teams)
| Pos | Nr | Team                  | Punten |
| --- | -- | --------------------- | ------ |
| 1   | 56 | Team Project 1        | 103    |
| 2   | 54 | Spirit of Race        | 78     |
| 3   | 98 | Aston Martin Racing   | 69     |
| 4   | 90 | TF Sport              | 68     |
| 5   | 77 | Dempsey-Proton Racing | 58     |